# Antonio Hernández
Antonio Hernández – wenezuelski judoka. 
Brązowy medalista igrzysk Ameryki Środkowej i Karaibów w 1974 roku.